# Vester Såby
Vester Såby is een plaats in de Deense regio Seeland, gemeente Lejre, en telt 500 inwoners (2008).